# Перерезновка
Перерезновка (укр. Перерізнівка) — село, 
Киселевский сельский совет,
Первомайский район,
Харьковская область.
Код КОАТУУ — 6324584503. Население по переписи 2001 года составляет 11 (3/8 м/ж) человек.

## Географическое положение
Село Перерезновка находится у истоков безымянной пересыхающей речушки, которая через 6 км впадает в реку Кисель (правый приток).
На расстоянии в 1 км расположено село Каменка.
На расстоянии в 2 км проходит автомобильная дорога Т-2110.

## История
- 1770 — дата основания как хутор Старо-Лиманский.
- 1917 — образовано село Перерезновка.

## Экономика
- Птице-товарная ферма.